# HD 76830
HD 76830，又名BD+18 2093，SAO 98276、HR 3577，是一颗恒星，视星等为6.38，位于銀經209.54，銀緯36.11，其B1900.0坐标为赤經8h 53m 31.9s，赤緯+18° 36.11′ 27″。